# Die Kreismessung

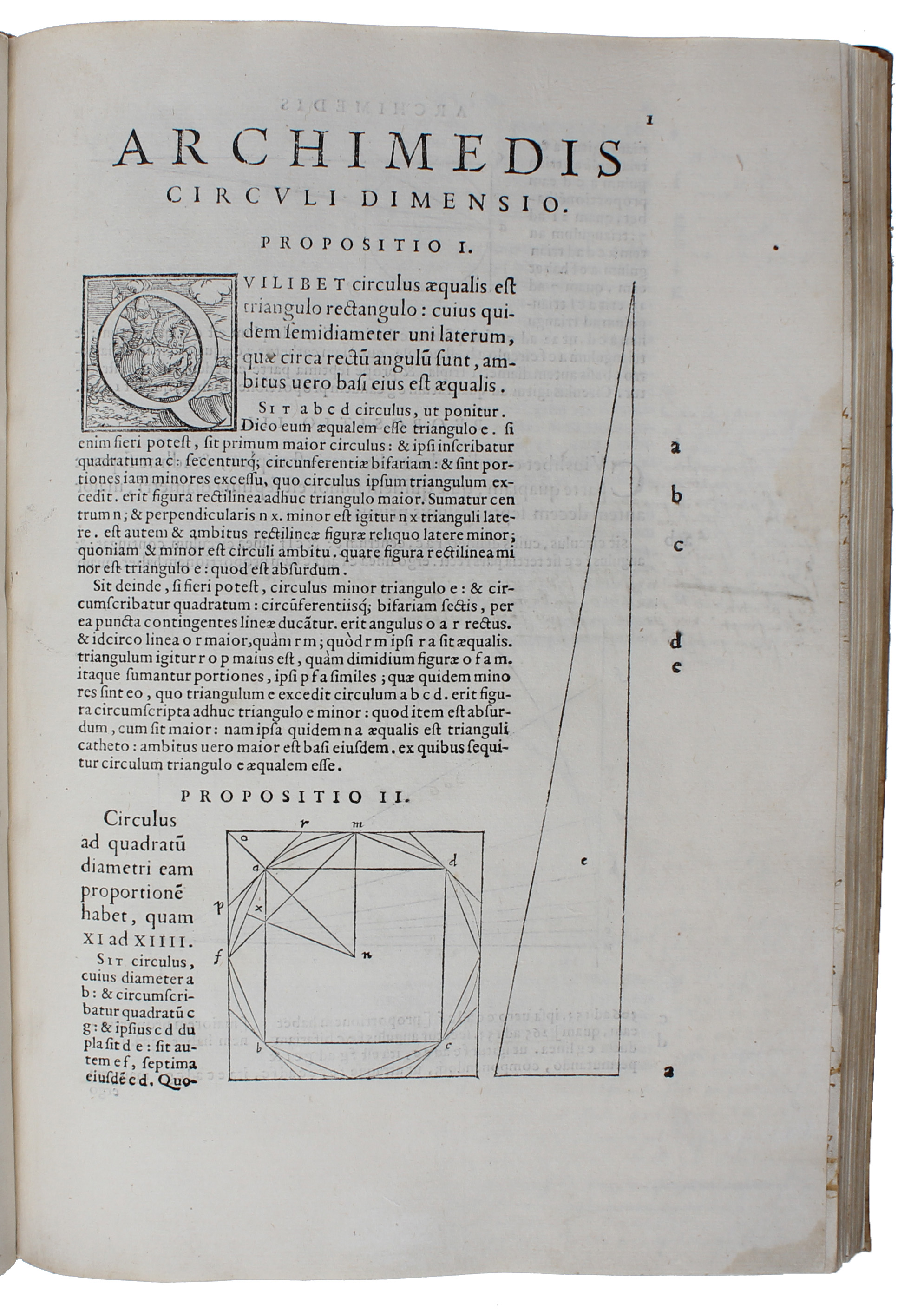
Seite aus Archimedis circuli dimensio (Ausgabe 1588, Venedig)

Die Kreismessung (griech. Κύκλου μέτρησις, Kuklou metrēsis) ist eine wissenschaftliche Arbeit, die aus drei Propositionen besteht und wahrscheinlich von Archimedes um 250 v. Chr. verfasst wurde. Die überlieferte Abhandlung ist nur ein Bruchteil eines größeren Werks. Sie gehört zu den relativ frühen Werken von Archimedes und wird zeitlich zwischen Buch I und Buch II von Über Kugel und Zylinder eingeordnet.

## Propositionen

### Erste Proposition

Kreis und rechtwinkliges Dreieck sind flächengleich.

Die erste Proposition besagt:
Der Flächeninhalt eines beliebigen Kreises ist gleich einem rechtwinkligen Dreieck, bei dem eine der Seiten um den rechten Winkel gleich dem Radius und die andere gleich dem Umfang des Kreises ist. Jeder Kreis mit einem Umfang {\displaystyle c} und einem Radius {\displaystyle r} ist gleich dem Flächeninhalt eines rechtwinkligen Dreiecks, bei dem {\displaystyle c} und {\displaystyle r} die beiden Katheten sind.
Diese erste Proposition wird durch die Exhaustionsmethode bewiesen.:lxxvii

### Zweite Proposition
Proposition zwei besagt:
Die Fläche eines Kreises verhält sich zum Quadrat seines Durchmessers nahezu wie 11 zu 14.

### Dritte Proposition

Annäherung durch regelmäßige Sechsecke

Ähnliche Dreiecke im Sechseck

Die dritte Proposition besagt:
Das Verhältnis des Umfangs eines beliebigen Kreises zu seinem Durchmesser ist größer als {\displaystyle 3{\tfrac {10}{71}}}, aber kleiner als {\displaystyle 3{\tfrac {1}{7}}}.
Dies entspricht mit einer Abweichung von weniger als ±0,3 Promille dem, was wir heute als mathematische Konstante {\displaystyle \pi } für die Kreiszahl bezeichnen. Archimedes fand diese Grenzen, indem er zwei regelmäßige Polygone von 96 Seiten innerhalb und außerhalb des Kreises „einschrieb“ und „umschrieb“, um eine untere und obere Schranke für den Umfang und damit {\displaystyle \pi } zu berechnen. In Alexandria ersetzte der Wert {\displaystyle 22/7} den bis dahin verwendeten ungenaueren Wert {\displaystyle ({\tfrac {16}{9}})^{2}}. Bei Analysen zur genaueren Berechnung der Kreiszahl wurde festgestellt, dass das Näherungsverfahren mit Hilfe von regelmäßigen Polygonen nur langsam konvergiert.

#### Herleitung der Näherungswerte
Das Teildreieck {\displaystyle \triangle {ADE}} des umgeschriebenen Sechsecks ist ähnlich zum Teildreieck {\displaystyle \triangle {ABC}} des einbeschriebenen Sechsecks. Unter Verwendung des Satzes des Pythagoras gilt:
{\displaystyle {\overline {ED}}:{\overline {CB}}={\overline {AF}}:{\overline {AG}}={\tfrac {2}{3}}{\sqrt {3}}}
Das einbeschriebene Sechseck für den Kreis mit Radius {\displaystyle r=1} hat einen Umfang von 6 und das umgeschriebene Sechseck daher einen Umfang von {\displaystyle 4{\sqrt {3}}}. Die Quadratwurzel aus 3 bleibt bei jeder Halbierung der Winkel bzw. Verdoppelung der Eckenanzahl erhalten. Für seine dritte Proposition verwandte Archimedes eine obere und untere Schranke {\displaystyle {\tfrac {1351}{780}}>{\sqrt {3}}>{\tfrac {265}{153}}}, ohne dass seine bekannten Schriften eine Erklärung liefern, wie er diese sehr guten Näherungswerte gefunden hat.
Diese Näherungen für {\displaystyle {\sqrt {3}}} sind auch aus der Pellschen Gleichung und der Konvergenz eines zugehörigen Kettenbruchs bekannt, was zu Spekulationen darüber führte, ob Archimedes diese Zahlentheorie zugänglich gewesen sein könnte. Diese Vermutung geht auf den französischen Mathematiker Thomas Fantet de Lagny (1660–1734) im Jahr 1723 zurück und wurde von Hieronymus Georg Zeuthen weiter untersucht. In den 1880er Jahren stellten Friedrich Hultsch (1833–1906) und Karl Hunrath (geb. 1847) fest, wie die Schranken durch einfache binomische Schranken für Quadratwurzeln in der Nähe eines perfekten Quadrats nach dem Vorbild der Elemente II.4, 7 schnell gefunden werden können; diese Vermutung wird vom Mathematikhistoriker Thomas Heath favorisiert. Obwohl nur ein Weg zu den Schranken erwähnt wird, gibt es in Wirklichkeit zwei weitere, sodass die Schranken fast unausweichlich sind, egal welche Methode angewendet wird. Die Schranken können aber auch durch eine iterative geometrische Konstruktion erreicht werden, die von Archimedes’ Stomachion im Rahmen des regelmäßigen Zwölfecks vorgeschlagen wurde. In diesem Fall besteht die Aufgabe darin, rationale Näherungen für den Tangens von π/12 zu finden.